# Tablilla de Shamash
La Tablilla de Shamash (también conocida como la Tablilla del Dios Sol) es una estela recuperada de la antigua ciudad babilónica de Sippar en el sur de Irak en 1881; ahora es una pieza importante de la colección antigua de Medio Oriente del Museo Británico. Data del reinado del rey Nabu-apla-iddina 888 – 855 a. C. 

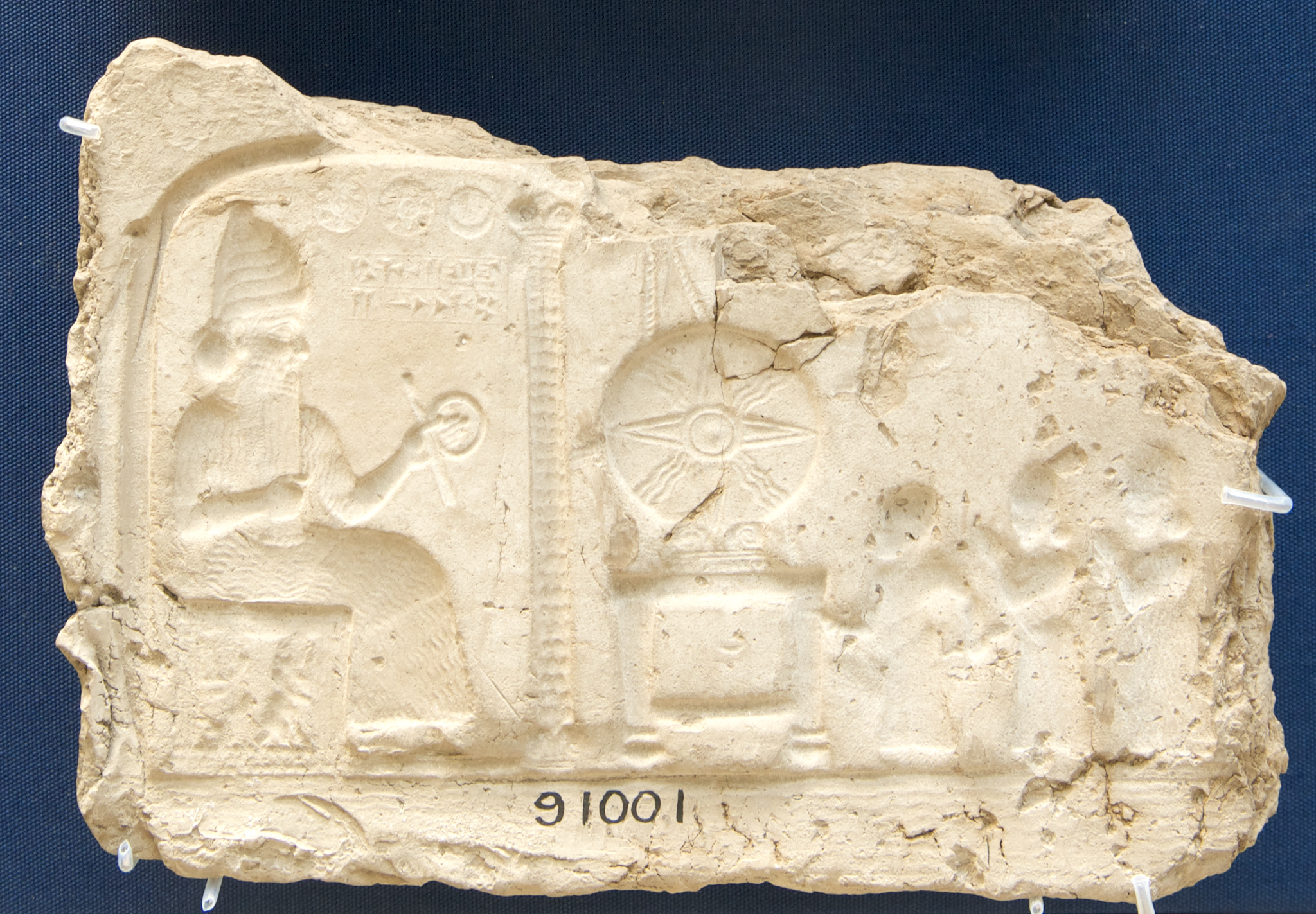
Cuando Nabopolasar descubrió la tablilla, estaba encerrada en esta cubierta de arcilla cocida hecha originalmente por Nabu-apla-iddina. Después de reemplazar la cubierta, Nabopolasar enterró el original junto a la tablilla.

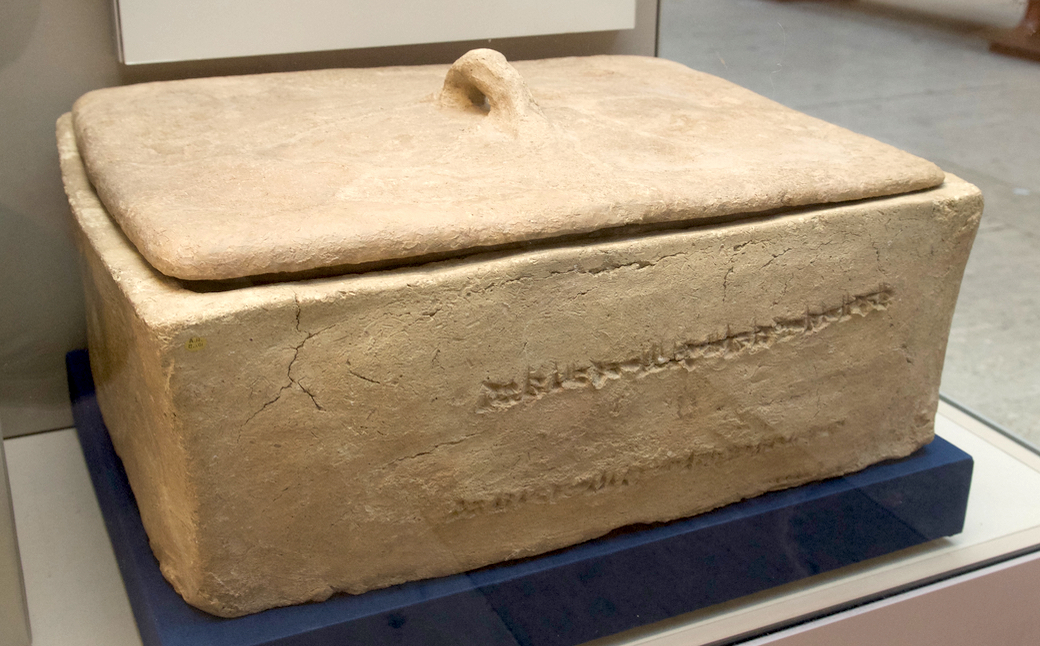
Cofre de terracota en la que se descubrió la tablilla de Shamash.

## Descubrimiento
La tablilla fue descubierta durante las excavaciones realizadas entre 1878 y 1883 por Hormuzd Rassam. La tablilla se encontró completa pero dividida en dos pedazos grandes y seis pequeños. En la época del rey Nabopolasar, entre 625 a. C. y 605 a. C., se rompió en cuatro partes y fue reparada. El cofre de terracota en la que se encontró la tablilla contenía también dos impresiones de arcilla de la escena representada en las tablilla. El cofre estaba sellado bajo el piso de asfalto del templo. Se ha sugerido que el cofre también contenía una segunda tablilla y una tercera impresión de arcilla (ahora en el Museo Arqueológico de Estambul).  

## Descripción
La tablilla estaba encerrada en un molde de arcilla o "calco" con una impresión en negativo que al colocarse sobre la cara de la piedra la protegía. Esto indica que la tablilla era un objeto de reverencia, que posiblemente fue almacenada debido a tradiciones posteriores. La tablilla tiene bordes dentados como una sierra. El bajorrelieve en la parte superior del anverso (en la foto) muestra a Shamash, el Dios Sol, debajo de los símbolos del sol, la luna y una estrella. Shamash está representado sentado, con un tocado con cuernos y sosteniendo el símbolo de la vara y el anillo en su mano derecha. Frente a él hay otro gran disco solar sobre un altar, suspendido desde arriba por dos figuras. De las tres figuras de la izquierda, la central está vestida de la misma manera que Shamash y se supone que es el rey babilónico Nabu-apla-iddina recibiendo los símbolos de la deidad.
El bajorrelieve se puede superponer con dos órdenes de rectángulos áureos . 

## Inscripción
La escena contiene tres inscripciones. La primera, en la parte superior de la tablilla señala:

(1) ṣal-lam (ilu)Šamaš bêlu rabû 

(2) a-šib E-babbar-ra

(3) ša ki-rib Sippar(KI)
(1) Imagen de Shamash, el gran señor

(2) quien habita en Ebabbara,

(3) que se encuentra en Sippar

Sobre el Dios Sol, una segunda inscripción describe la posición de la luna, el sol y una estrella; representados frente al océano celestial, en el que se sitúa la escena:

(1) (ilu)Sin (ilu)Šamaš u (ilu)Ištar ina pu-ut apsî

(2) ina bi-rit ili muš-ti-mi innadû(pl. u)
(1) Sin, Shamash e Ishtar están frente al océano celestial

(2) dentro del juez divino

La inscripción final en la escena señala:

(1)agû (ilu)Šamaš 

(2) muš-ši do
(1) Tocado de Shamash

(2) varilla de hacer.

El texto cuneiforme debajo de la estelaestá dividido en quince pasajes, combinando prosa, elementos poéticos y retóricos en la forma típica de las inscripciones reales mesopotámicas. Cuenta cómo Sippar y el templo Ebabbar de Shamash habían caído en mal estado con la pérdida de la estatua del dios. Esta imagen de culto es reemplazada temporalmente por el disco solar; Se describe además cómo se encontró una nueva figura de Shamash en la parte oriental del Éufrates, a partir de la cual Nabu-apla-iddina construyó una nueva estatua de lapislázuli y oro para restaurar el culto. Se han evidenciado paralelos iconográficosy prosaicos similares en fuentes mesopotámicas y judías posteriores, donde el rey que restaura el culto es visto como una deidad que transmite símbolos divinos. El resto del texto registra los obsequios de la concesión real, similar a un kudurru, y analiza las prácticas del templo, las reglas sacerdotales, los códigos de vestimenta y las regulaciones. 